# 조지 힐튼

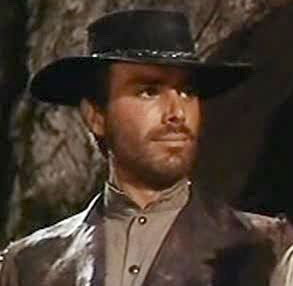

조지 힐튼(Jorge Hill Acosta y Lara, 1934년 7월 16일 ~ 2019년 7월 28일)은 우루과이의 영화배우이다.
몬테비데오에서 태어났으며 로마에서 사망하였다.

## 영화
- 비욘드 더 레이브 (2008년)
- 쾌걸 조로의 모험 (1976년)
- 더 킬러 머스트 킬 어게인 (1975년)
- 무법자 스테파노 (1973년)
- 올 더 컬러스 오브 더 다크 (1972년)
- 미오 카로 아사시노 (1972년)
- 알렐루야 (1972년)
- 워드 부인의 이상한 죄악 (1971년)
- 엘 알라메인 전투 (1969년)
- 더 모먼트 투 킬 (1968년)
- 루슬리스 포 (1968년)
- Il Tempo Degli Avvoltoi (1967년)
- 르 템프스 두 매서커 (1966년)